# Shanmei
Shanmei (kinesiska: 山美) är ett stadsdelsdistrikt i sydöstra Kina. Det ligger i Gaozhou i staden Maoming i provinsen Guangdong, omkring 280 kilometer sydväst om provinshuvudstaden Guangzhou. Antalet invånare är 21 813. Befolkningen består av 10 711 kvinnor och 11 102 män. Barn under 15 år utgör 19,0 %, vuxna 15-64 år 71 %, och äldre över 65 år 9,0 %.